# Gabriel Gavira Castro
Gabriel Gavira Castro (Ciudad de México, 18 de marzo de 1867 - Ciudad de México, 15 de julio de 1956) fue un militar mexicano que participó en la Revolución mexicana.

## Primeros años
Fue hijo de Moisés Eduardo Gavira y Pilar Castro. Realizó sus primeros estudios en la capital y obtuvo una beca para la Escuela Nacional de Artes y Oficios, donde aprendió carpintería y ebanistería. Contrajo matrimonio con Eufrasia Leduc y se estableció en la ciudad de Orizaba, Veracruz, donde abrió un taller. De ideas liberales y democráticas, en 1892 fue uno de los fundadores del Círculo Liberal Mutualista de Orizaba, en el cual, entre otras cosas, se impartía enseñanza primaria gratuita a la población adulta.

## Maderistas
Después de la matanza de Río Blanco, ocurrida en enero de 1907, el Círculo prestó apoyo y ayuda a los familiares. Asistió como delegado por Orizaba a la Convención Antirreeleccionista que postuló a Francisco I. Madero como candidato presidencial. Partidario de Madero, formó un el primer Club antirreeleccionista en Orizaba; protestó ante el general Porfirio Díaz al ser encarcelado Francisco I. Madero en la penitenciaria de San Luis Potosí, por lo que fue aprehendido y enviado preso a Veracruz, junto con Rafael Tapia, Ángel Juarico y Francisco Camarillo. Al poco tiempo quedó libre y se dedicó a conspirar para secundar el levantamiento armado del 20 de noviembre de 1910; intentó dinamitar el Cuartel de San Antonio, que albergaba a la tropa federal, pero sus planes fueron descubiertos. Huyó del país con Camerino Z. Mendoza hacia La Habana, Cuba, y poco más tarde a San Antonio, Texas, donde fue nombrado Jefe del movimiento maderista en Veracruz por Madero. En 1911 participó y dirigió diversas acciones de armas en la comarca veracruzana, y alcanzó el grado de general. Después del triunfo, Madero lo nombró Jefe de Operaciones Militares en Veracruz, cargo al que poco tiempo renunció para figurar como candidato a gobernador. En la contienda electoral fue declarado ganador Francisco Lagos Cházaro, inconformándose Gavira con el resultado, por lo que se levantó en armas en Jalacingo, Veracruz. Fue aprehendido y trasladado a San Juan de Ulúa donde permaneció hasta el 24 de diciembre de 1912.

## Constitucionalismo
Tras el cuartelazo de Victoriano Huerta se vio obligado a salir del país hacia Cuba, donde se reunió con los generales Rafael Tapia, Cándido Aguilar y Camerino Z. Mendoza. En julio de ese año de 1913 regresó al país y se incorporó al movimiento constitucionalista. El 2 de agosto el general Pablo González Garza lo nombró Jefe de las operaciones militares de Veracruz y le expidió el grado de general brigadier. En 1914 operó bajo las órdenes del general Cándido Aguilar. Participó, entre muchos otros hechos de armas, en los ataques y tomas de Huejutla, Hidalgo y Tamiahua, Papantla, Martínez de la Torre y Misantla, Veracruz. En septiembre de 1914 se incorporó a la División de Oriente, bajo el mando del general Jesús Carranza Garza; con él operó en el estado de Tlaxcala y Puebla.
Estuvo representado en la Convención de Aguascalientes por Gabino Bandera y Mata. Fiel al constitucionalismo, de diciembre de 1914 a julio de 1915, él y sus fuerzas se incorporaron al general Álvaro Obregón, primero para ocupar la Ciudad de México y luego para emprender la campaña contra los villistas; fue así como participó en la Batalla de Celaya, Trinidad y León, Guanajuato, así como en el ataque y toma de Aguascalientes, al mando de la 5.ª. Brigada de la División del Noroeste, obteniendo por esas fechas el grado de general de brigada. Posteriormente fue comisionado para marchar sobre San Luis Potosí; al ocupar la capital local quedó como gobernador y comandante militar, cargo que desempeñó del 13 de julio al 30 de septiembre de 1915. En octubre fue comisionado a Sonora, para reforzar a las fuerzas de Manuel M. Diéguez en su campaña contra las fuerzas de Francisco Villa y José María Maytorena. Del primero de enero al 15 de julio de 1916 fue designado comandante militar del estado de Durango, y en 1919 actuó como inspector general del ejército.

## Últimos cargos
En 1920 secundó el movimiento del Plan de Agua Prieta, y al triunfo de éste fue designado Jefe de Operaciones Militares en el Istmo de Tehuantepec; en abril de 1921 se le nombró vicepresidente de la Comisión Revisora de Hojas de Servicios; en octubre de 1923 fue designado presidente del Supremo Tribunal Militar, cargo que desempeñó hasta noviembre de 1925; en diciembre de ese año estuvo al cargo de la Secretaría de Guerra y Marina; de agosto de 1927 a febrero de 1934 fue nuevamente presidente del Supremo Tribunal Militar. En 1936, el presidente Lázaro Cárdenas lo nombró gobernador del distrito norte de Baja California y más tarde fue cónsul en San Antonio, Texas. A los 71 años se retiró a la vida privada. Dejó escritas dos obras de carácter autobiográfico y testimonial: Mi actuación política y militar revolucionaria y Polvos de aquellos lodos. Murió en la Ciudad de México el 15 de julio de 1956. Durante la presidencia de Adolfo Ruiz Cortines se le erigió una estatua en su honor.
| Predecesor: Fortunato Maycotte    | Gobernador de Durango 1916-1917    | Sucesor: Carlos Osuna de León   |
| Predecesor: Herminio Álvarez      | Gobernador de San Luis Potosí 1915 | Sucesor: Vicente Dávila Aguirre |
| Predecesor: Gildardo Magaña Cerda | Gobernador de Baja California 1936 | Sucesor: Rafael Navarro Cortina |

- Datos: Q5873348